# Jerzy Siemiginowski-Eleuter
Jerzy Siemiginowski-Eleuter (nacido Jerzy Szymonowicz; c 1660 - c 1711) fue un importante pintor polaco y grabador de estilo barroco. Fue pintor de la corte del rey Juan III Sobieski y un noble polaco-lituano. Es considerado uno de los pintores más consumados del barroco clásico en Polonia.

## Vida y carrera profesional
Siemiginowski (nacido como Szymonowicz) era hijo de un pintor, Jerzy Szymonowicz y Teodozja née Korunka, nacido en Lwów (Lviv) en la Comunidad Polaco-Lituana (hoy parte de Ucrania). En 1677 fue confiado al rey Juan III Sobieski por sus padres y el rey lo envió a Roma. Antes de ir a Roma, probablemente pasó al menos un año, posiblemente dos, en París. En 1682, por recomendación del rey Juan III, fue admitido en la Academia de San Lucas en Roma, recibió el título de Caballero de la Espuela de Oro y el título de Eques Auratus del Papa Inocencio XI. El 11 de enero de 1682  obtuvo el primer lugar en el concurso de la Academia por dos de sus dibujos, Construcción de la Torre de Babel, y la ira de Dios causada por la construcción de una torre y fue protegido por el sobrino del Papa Livio Odescalchi.  En Roma fue discípulo de Lazzaro Baldi, Luigi Garzi  y Carlo Maratta.

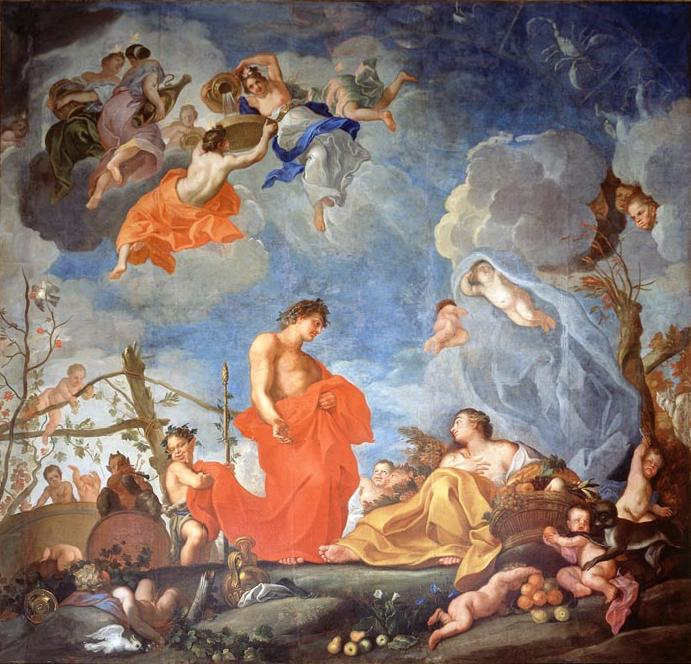
Alegoría del otoño, 1681-1682

Poco después de su regreso a Polonia en 1684 fue ennoblecido por el rey y tomó el nombre de Caballero Eleuter (en griego: sin cargas, independiente). En 1687, Juan III le otorgó el pueblo de Łuka cerca de Złoczów (Zolochiv) para confirmar su nobleza. Después de la muerte del rey se convirtió en secretario de Augusto II el Fuerte y fue pintor de la corte de Aleksander Benedykt Sobieski.  En ese momento todavía trabajaba en Wilanów (palacio suburbano de Sobieski) y supervisaba la construcción de las alas del nuevo palacio. En 1701 fue adoptado por la empobrecida familia noble de Siemiginowski (les pagó mucho dinero por este privilegio) y desde entonces usó su nombre.  Siemiginowski se casó cuatro veces y tuvo 11 hijos. En 1704 tenía una casa en Varsovia y una casa señorial en Wielopole, cerca de Varsovia. Murió probablemente entre el 28 de febrero de 1708 y el 13 de marzo de 1711.  
Siemiginowski-Eleuter fue el artista responsable de la decoración y pintura del interior del Palacio de Wilanów en Varsovia. Su pintura está fuertemente influenciada por artistas franceses del barroco. En sus obras hay similitudes con obras de Charles Le Brun (especialmente la pintura del techo en el Pavillon de l'Aurore en la residencia suburbana de Jean-Baptiste Colbert en Sceaux, 1671 o 1672). Las influencias de Carlo Maratta y Nicolas Poussin también son visibles en sus obras (especialmente en su obra Alegoría de la primavera en el dormitorio de la reina inspirada en la Flora de Maratta y Cambios en el Reino de Flora de Poussin). Pintó retratos de los miembros de la familia real e hizo grabados en participación de Charles de La Haye. Siemiginowski pintó muchos frescos, notables por sus muchos colores. Su tema variaba entre escenas dramáticas y paisajes pacíficos. Entre sus obras más notables se encuentran cuatro plafones de las cuatro estaciones en el Palacio de Wilanów. Siemiginowski estableció su propia escuela de pintura en Wilanów y fue un arquitecto de renombre (participó en el diseño del Ayuntamiento en Żółkiew ( Zhovkva )).  Muchas de sus pinturas religiosas en Varsovia (Crucifixión en la Iglesia de la Santa Cruz, Transfiguración en la Iglesia Capuchina, entre otras) fueron destruidas durante el bombardeo de la ciudad por los alemanes en 1944.  

## Obras en el palacio de Wilanów

### Pinturas de techo

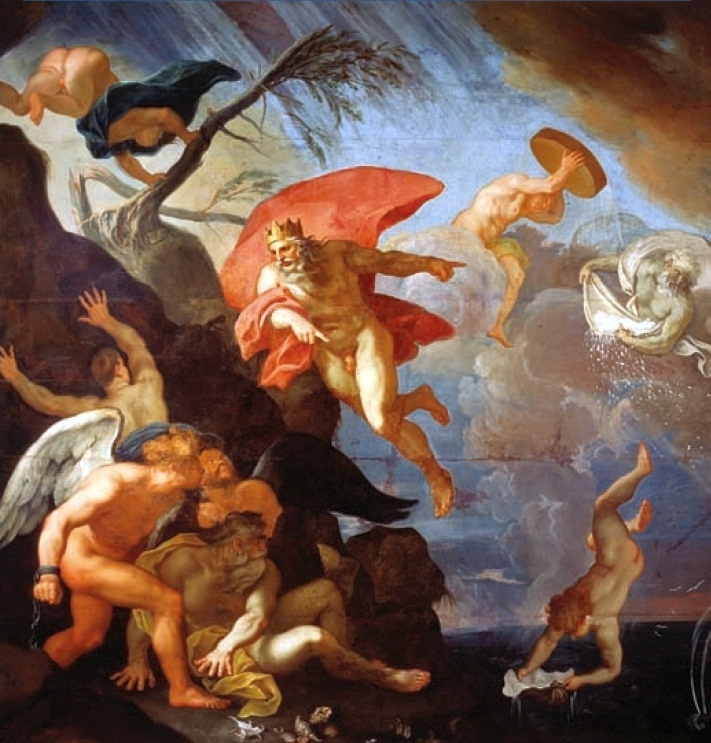
Alegoría del invierno, 1683
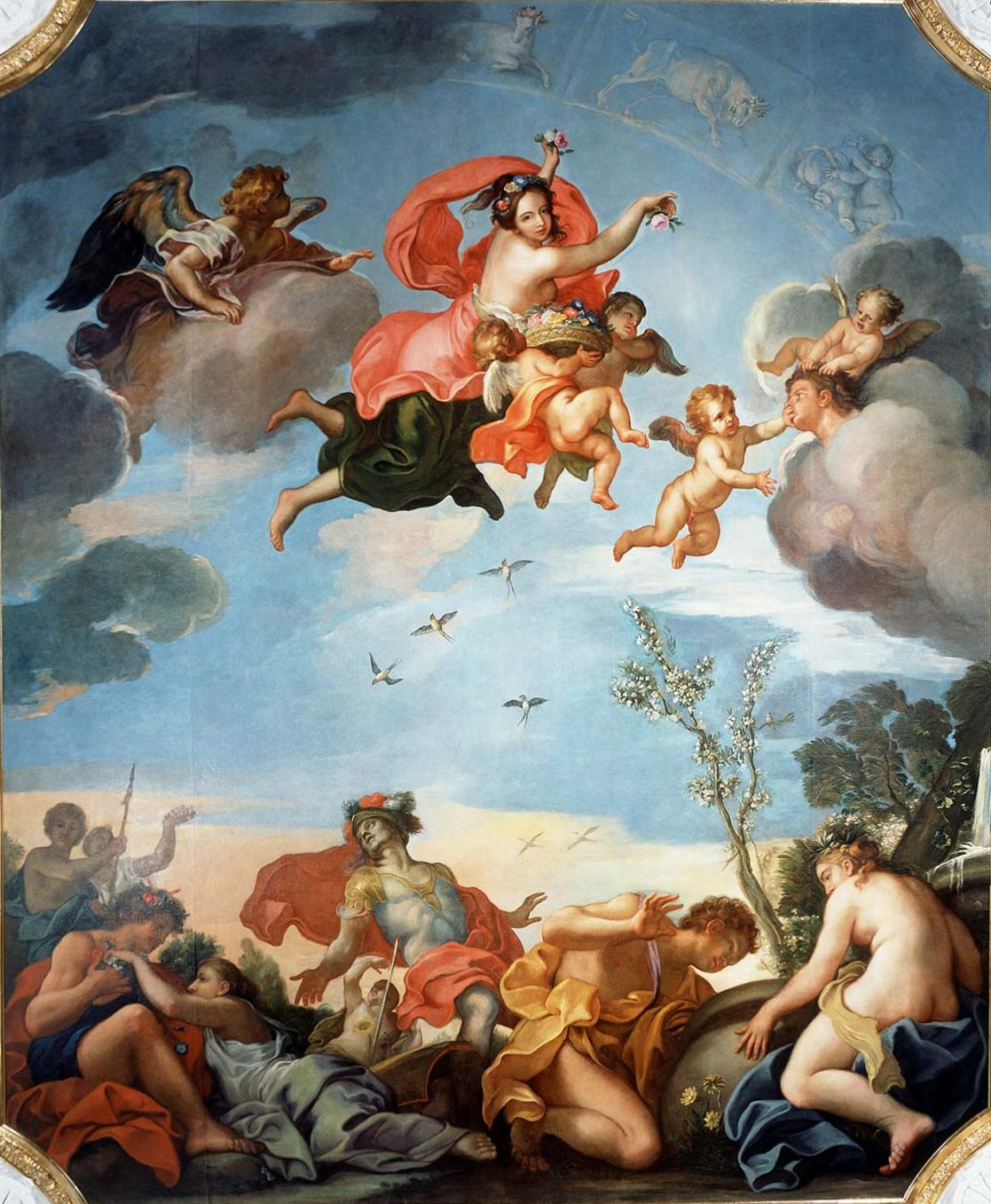
Alegoría de la primavera, 1680s
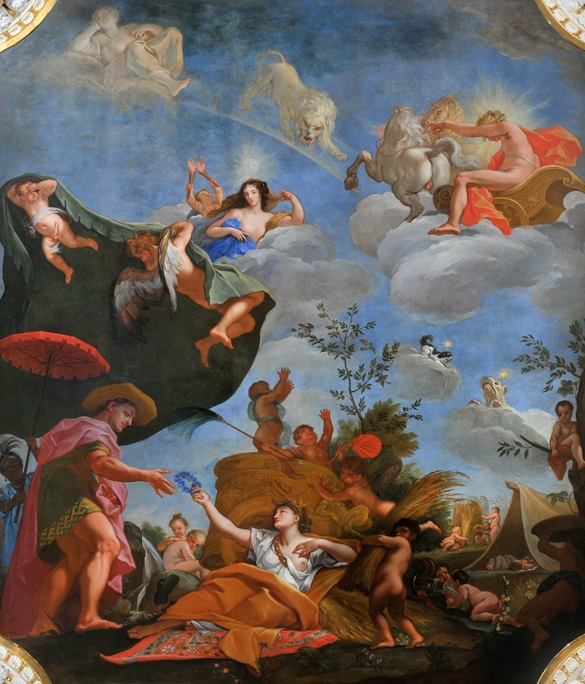
Alegoría del verano, 1684−1686

### Retratos

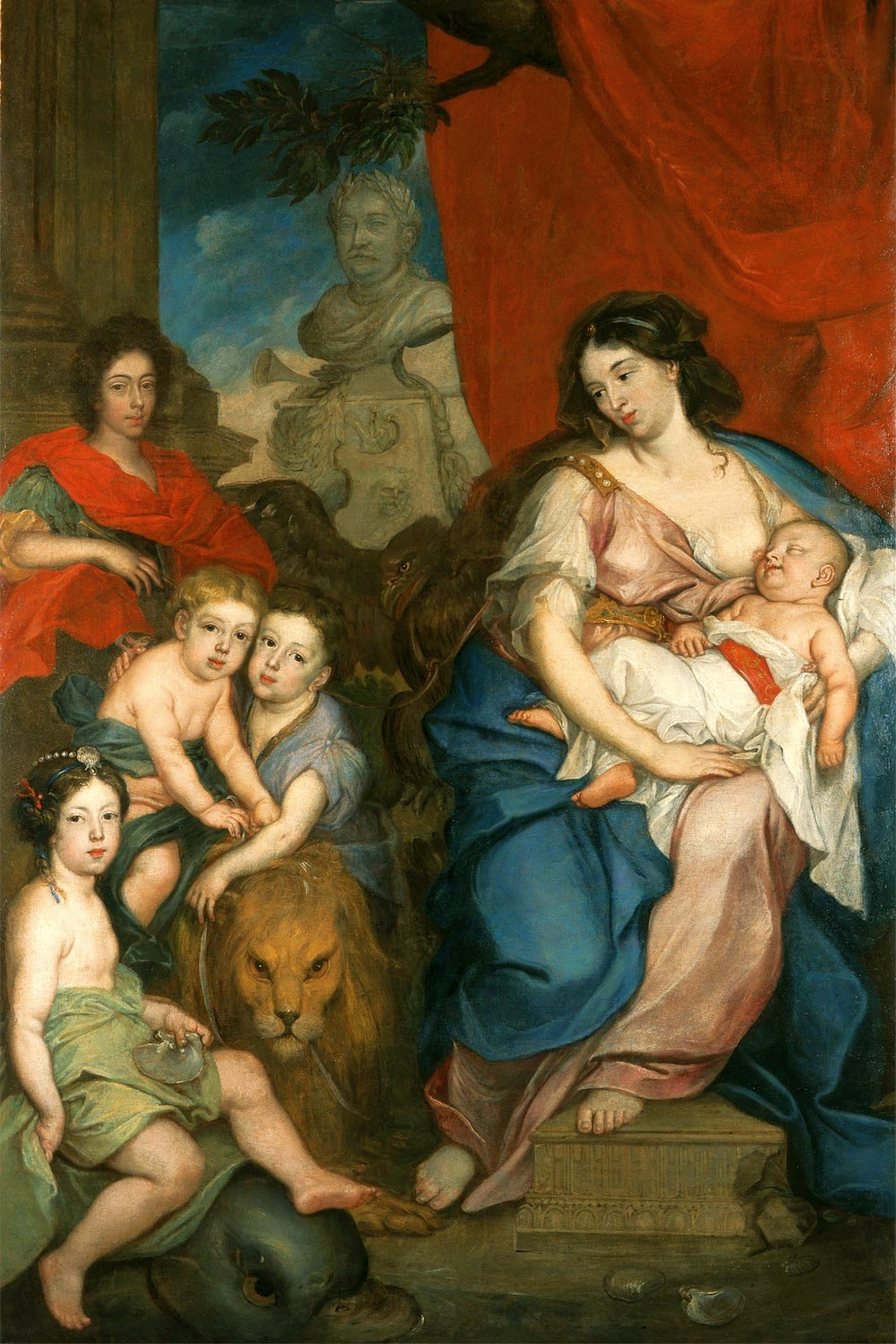
La reina Marie Casimire con niños, 1684
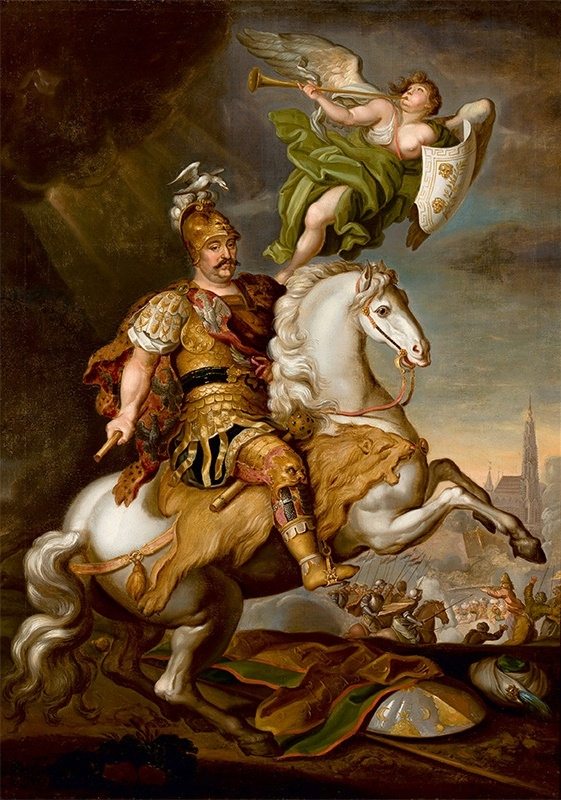
Juan III Sobieski en la batalla de Viena, 1686
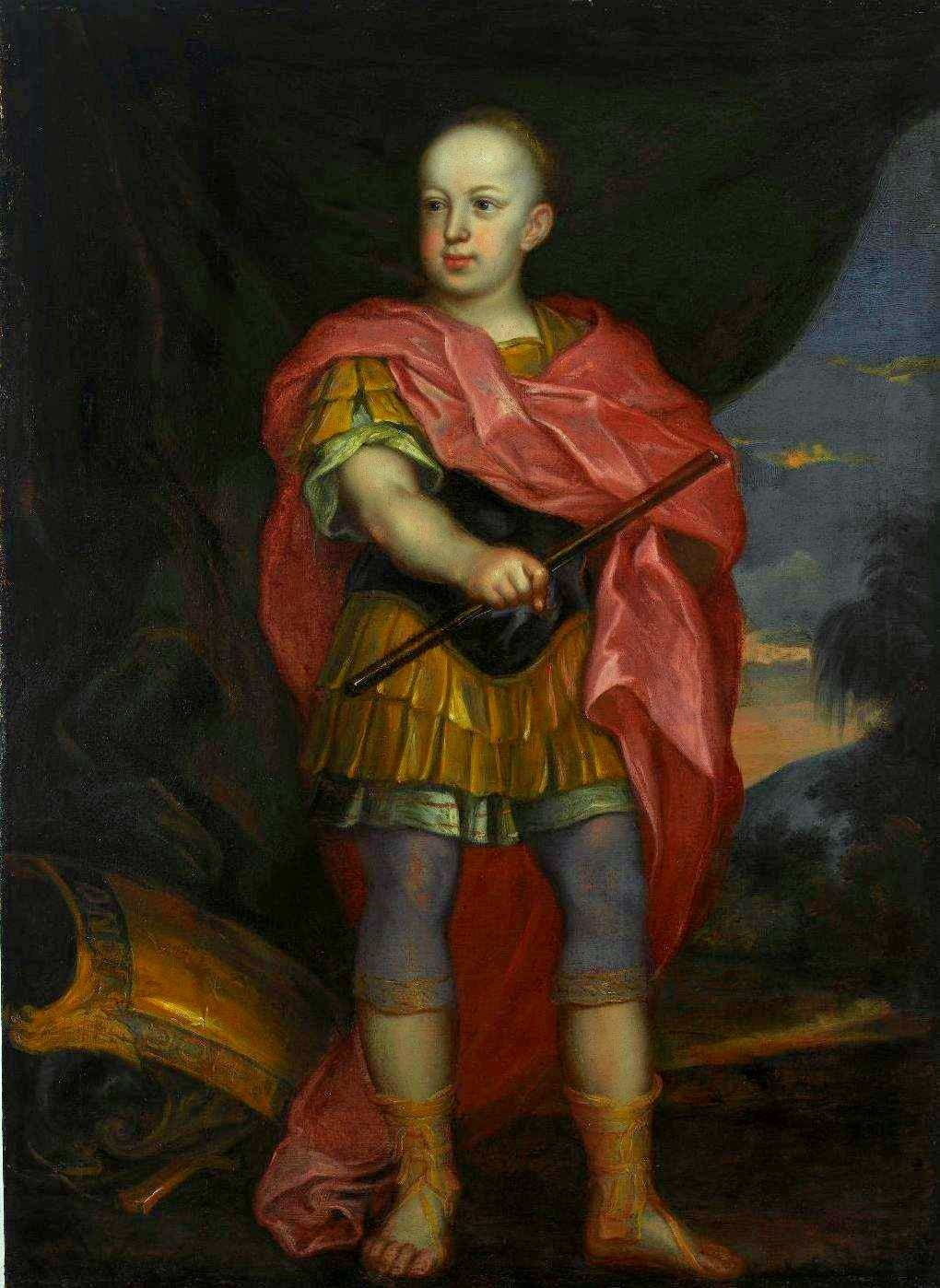
Konstanty Władysław Sobieski, c. 1690